# Lijst van voetbalinterlands Luxemburg - Slovenië
Deze lijst van voetbalinterlands is een overzicht van alle officiële voetbalwedstrijden tussen de nationale teams van Luxemburg en Slovenië. De landen speelden tot op heden vijf keer tegen elkaar. De eerste ontmoeting, een kwalificatiewedstrijd voor het Wereldkampioenschap voetbal 2002, werd gespeeld in Luxemburg op 7 oktober 2000. Het laatste duel, een vriendschappelijke wedstrijd, vond plaats op 6 juni 2025 in de Luxemburgse hoofdstad.

## Wedstrijden
| № | Plaats    | Datum            | Competitie           | Wedstrijd            | Uitslag |
| - | --------- | ---------------- | -------------------- | -------------------- | ------- |
| 1 | Luxemburg | 7 oktober 2000   | WK 2002 kwalificatie | Luxemburg – Slovenië | 1 – 2   |
| 2 | Ljubljana | 2 juni 2001      | WK 2002 kwalificatie | Slovenië – Luxemburg | 2 – 0   |
| 3 | Celje     | 7 oktober 2006   | EK 2008 kwalificatie | Slovenië – Luxemburg | 2 – 0   |
| 4 | Luxemburg | 8 september 2007 | EK 2008 kwalificatie | Luxemburg – Slovenië | 0 – 3   |
| 5 | Luxemburg | 6 juni 2025      | Vriendschappelijk    | Luxemburg – Slovenië | 0 − 1   |

## Samenvatting
| Competitie        | Totaal gespeeld | Winst Luxemburg | Gelijk | Winst Slovenië | Doelsaldo Luxemburg – Slovenië |
| ----------------- | --------------- | --------------- | ------ | -------------- | ------------------------------ |
| WK-kwalificatie   | 2               | 0               | 0      | 2              | 1 − 4                          |
| EK-kwalificatie   | 2               | 0               | 0      | 2              | 0 − 5                          |
| Vriendschappelijk | 1               | 0               | 0      | 1              | 0 − 1                          |
| Totaal            | 5               | 0               | 0      | 5              | 1 − 10                         |

## Details

### Eerste ontmoeting
| WK 2002 kwalificatie (Luxemburg, Luxemburg, 7 oktober 2000): |       |                                        |
| Luxemburg                                                    | 1 – 2 | Slovenië                               |
| Jeff Strasser 46'                                            | goals | 4' Zlatko Zahovič 26' Željko Milinovič |

### Tweede ontmoeting
| WK 2002 kwalificatie (Ljubljana, Slovenië, 2 juni 2001): |       |           |
| Slovenië                                                 | 2 – 0 | Luxemburg |
| Zlatko Zahovič 34' Zlatko Zahovič 65' (pen.)             | goals |           |

### Derde ontmoeting
| EK 2008 kwalificatie (Celje, Slovenië, 7 oktober 2006): |       |           |
| Slovenië                                                | 2 – 0 | Luxemburg |
| Milivoje Novakovič 30' Robert Koren 44'                 | goals |           |

### Vierde ontmoeting
| EK 2008 kwalificatie (Luxemburg, Luxemburg, 8 september 2007): |              | |
| Luxemburg | 0 – 3        | Slovenië |
| | goals        | 7' Klemen Lavrič 37' Milivoje Novakovič 47' Klemen Lavrič |
| Guy Hellers | bondscoach   | Matjaž Kek |
| Jonathan Joubert Jérôme Bigard Eric Hoffmann Jeff Strasser Jérémie Peiffer 51' Claudio Lombardelli 46' Carlos Ferreira René Peters Gilles Bettmer Mario Mutsch Daniel Huss 63' | opstellingen | Samir Handanović Aleš Kokot Mitja Mörec Robert Koren Milivoje Novakovič Dalibor Stevanovič 78' Dare Vršič 82' Anton Žlogar Klemen Lavrič 64' Andraž Kirm Mišo Brečko |
| Ben Payal 46' Daniel Alves da Mota 51' Joël Kitenge 63' | wissels      | 64' Andrej Komac 78' Rene Mihelič 82' Fabijan Cipot |
| | gele kaarten | 86' Rene Mihelič |
| - Debuut van Jérémie Peiffer (FC Differdange 03) voor Luxemburg. |              | |

FLF · A-internationals · Bondscoaches · Statistieken · Luxemburgs vrouwenelftal · Luxemburg U21 · Luxemburg U19 · Luxemburg U18 · Luxemburg U17 · Luxemburg U16
1911 – 1919 ·
1920 – 1929 ·
1930 – 1939 ·
1940 – 1949 ·
1950 – 1959 ·
1960 – 1969 ·
1970 – 1979 ·
1980 – 1989 ·
1990 – 1999 ·
2000 – 2009 ·
2010 – 2019 ·
2020 − 2029
OS 1920 · 
OS 1924 · 
OS 1928 · 
OS 1936 · 
OS 1948 · 
OS 1952
1911 · 
1912 · 
1913 · 
1914 · 
1915 · 1916 · 1917 · 1918 · 1919 · 
1920 · 
1921 · 1922 · 1923 · 
1924 · 
1925 · 1926 · 
1927 · 
1928 · 
1929 · 1930 · 1931 · 1932 · 1933 · 
1934 · 
1935 · 
1936 · 
1937 · 
1938 · 
1939 · 
1940 · 
1941 · 1942 · 1943 · 1944 · 
1945 · 
1946 · 
1947 · 
1948 · 
1949 · 
1950 · 
1952 · 
1952 · 
1953 · 
1954 · 
1955 · 
1956 · 
1957 · 
1958 · 
1959 · 
1960 · 
1961 · 
1962 · 
1963 · 
1964 · 
1965 · 
1966 · 
1967 · 
1968 · 
1969 · 
1970 · 
1971 · 
1972 · 
1973 · 
1974 · 
1975 · 
1976 · 
1977 · 
1978 · 
1979 · 
1980 · 
1981 · 
1982 · 
1983 · 
1984 · 
1985 · 
1986 · 
1987 · 
1988 · 
1989 · 
1990 · 
1991 · 
1992 · 
1993 · 
1994 · 
1995 · 
1996 · 
1997 · 
1998 · 
1999 · 
2000 · 
2001 · 
2002 · 
2003 · 
2004 · 
2005 · 
2006 · 
2007 · 
2008 · 
2009 · 
2010 · 
2011 · 
2012 · 
2013 · 
2014 · 
2015 ·
2016 ·
2017 ·
2018 ·
2019 ·
2020 ·
2021
Afghanistan ·
Albanië ·
Algerije ·
Armenië ·
Azerbeidzjan ·
België ·
Bosnië en Herzegovina ·
Brazilië ·
Bulgarije ·
Canada ·
Cyprus ·
DDR ·
Denemarken ·
(West-)Duitsland ·
Egypte ·
Engeland ·
Estland ·
Faeröer ·
Finland ·
Frankrijk ·
Gambia ·
Georgië ·
Griekenland ·
Hongarije ·
Ierland ·
IJsland ·
Israël ·
Italië ·
Japan ·
Joegoslavië ·
Kaapverdië ·
Kameroen ·
Kazachstan ·
Letland ·
Liechtenstein ·
Litouwen ·
Madagaskar ·
Malta ·
Marokko ·
Mexico ·
Moldavië ·
Montenegro ·
Myanmar ·
Nederland ·
Nigeria ·
Noord-Ierland ·
Noord-Macedonië ·
Noorwegen ·
Oekraïne ·
Oostenrijk ·
Polen ·
Portugal ·
Qatar ·
Roemenië ·
Rusland ·
San Marino ·
Saoedi-Arabië ·
Schotland ·
Senegal ·
Servië ·
Servië en Montenegro ·
Slovenië ·
Slowakije ·
Sovjet-Unie ·
Spanje ·
Thailand ·
Togo ·
Tsjechië ·
Tsjecho-Slowakije ·
Turkije ·
Uruguay ·
Verenigde Staten ·
Wales ·
Wit-Rusland ·
Zuid-Korea ·
Zweden ·
Zwitserland
NZS · A-internationals · Bondscoaches · Selecties · Statistieken · Sloveens vrouwenelftal · Olympisch elftal · Slovenië U21 · Slovenië U20 · Slovenië U19 · Slovenië U18 · Slovenië U17 · Slovenië U16
1991 – 1999 ·
2000 – 2009 ·
2010 – 2019 ·
2020 − 2029
EK's: 1996 · 
2000 · 
2004 · 
2008 · 
2012 · 
2016 · 
2020 · 
2024
WK's: 1998 · 
2002 · 
2006 · 
2010 · 
2014 · 
2018 ·
2022
1991 · 
1992 · 
1993 · 
1994 · 
1995 · 
1996 · 
1997 · 
1998 · 
1999 · 
2000 · 
2001 · 
2002 · 
2003 · 
2004 · 
2005 · 
2006 · 
2007 · 
2008 · 
2009 · 
2010 · 
2011 · 
2012 · 
2013 · 
2014 · 
2015 · 
2016 · 
2017 · 
2018 ·
2019 ·
2020 ·
2021 ·
2022 ·
2023 ·
2024
Albanië ·
Algerije ·
Argentinië ·
Armenië ·
Australië ·
Azerbeidzjan ·
België ·
Bosnië en Herzegovina ·
Bulgarije ·
Canada ·
China ·
Colombia ·
Cyprus ·
Denemarken ·
Duitsland ·
Engeland ·
Estland ·
Faeröer ·
 Finland ·
Frankrijk ·
Georgië ·
Ghana ·
Gibraltar ·
Griekenland ·
Honduras ·
Hongarije ·
IJsland ·
Israël ·
Italië ·
Ivoorkust ·
Joegoslavië ·
Kazachstan ·
Kosovo ·
Kroatië ·
Letland ·
Litouwen ·
Luxemburg ·
Malta ·
Mexico ·
Moldavië ·
Montenegro ·
Nederland ·
Nieuw-Zeeland ·
Noord-Ierland ·
Noord-Macedonië ·
Noorwegen ·
Oekraïne ·
Oman ·
Oostenrijk ·
Paraguay ·
Polen ·
Portugal ·
Qatar ·
Roemenië ·
Rusland ·
San Marino ·
Saoedi-Arabië ·
Schotland ·
Servië ·
Servië en Montenegro ·
Slowakije ·
Spanje ·
Trinidad en Tobago ·
Tsjechië ·
Tunesië ·
Turkije · 
Uruguay ·
Verenigde Arabische Emiraten ·
Verenigde Staten ·
Wales ·
Wit-Rusland ·
Zuid-Afrika ·
Zweden ·
Zwitserland
Algerije (2010) · 
Engeland (2010) · 
Paraguay (2002) · 
Spanje (2002) · 
Verenigde Staten (2010) · 
Zuid-Afrika (2002)